# Detroit Cornice and Slate Company Building
El Detroit Cornice and Slate Company Building es un edificio de oficinas industriales de estilo Beaux-Arts ubicado en 733 St. Antoine Street (en East Lafayette Street) en el Downtown de Detroit, Míchigan. Fue incluido en el Registro Nacional de Lugares Históricos y designado Sitio Histórico del Estado de Míchigan en 1974.

## Historia
La compañía Cornice and Slate de Detroit fue fundada por Frank Hesse en 1888. En 1897, la compañía contrató a Harry J. Rill para diseñar un edificio de tres pisos Beaux-Arts para su uso. El edificio fue utilizado por la compañía hasta 1972, cuando la falta de espacio de almacenamiento y estacionamiento obligó a la compañía a reubicarse en Ferndale. En 1974, el edificio fue renovado para uso comercial y de oficinas por el arquitecto Bill Kessler. En la década de 1990, el periódico Metro Times se mudó al edificio; se construyó una adición envolvente para aumentar el espacio para el periódico. En 1999 William Kessler y Asociados restauraron e hicieron una adición al edificio.
En julio de 2013, Blue Cross Blue Shield de Míchigan estaba finalizando la compra del edificio Cornice and Slate Company, que tenía Metro Times y Paxahau, una compañía de producción y gestión de eventos que produce el Festival de Música Electrónica de Movimiento. La adquisición obligó al Metro Times a mudarse. El periódico alquiló espacio en una instalación en Ferndale, Míchigan.

## Construcción
La fachada está construida con acero galvanizado finamente elaborado. Estas fachadas de metal permitieron construir ornamentos elegantes de manera rápida y económica, particularmente en lugares como Detroit, donde la piedra no era fácil de obtener. La propia Cornice and Slate Company de Detroit diseñó muchas de las esculturas simuladas del edificio a partir de láminas de metal.